# Stelletta moseleyi
Stelletta moseleyi är en svampdjursart som först beskrevs av William Johnson Sollas 1888.  Stelletta moseleyi ingår i släktet Stelletta och familjen Ancorinidae. Inga underarter finns listade i Catalogue of Life.